# Andrew H. Mickle

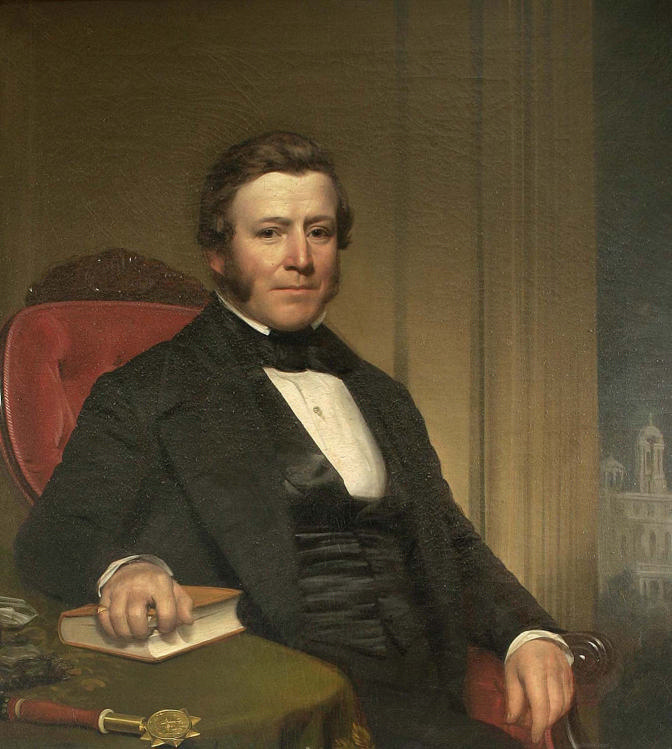
Andrew H. Mickle.
Porträt von Edward Ludlow Mooney, 1847, Öl auf Leinwand, New York City Hall Portrait Collection.

Andrew Hutchins Mickle (* 25. Oktober 1805 in New York City; † 25. Januar 1863 ebenda) war ein US-amerikanischer Politiker. In den Jahren 1846 und 1847 war er Bürgermeister der Stadt New York.

## Werdegang
Über die Jugend und Schulausbildung von Andrew Mickle ist nichts überliefert. Er heiratete die Tochter eines Tabakhändlers und arbeitete danach in der Firma seines Schwiegervaters, die er später erbte. Im Tabakhandel wurde er ein reicher Mann. Politisch schloss er sich der Demokratischen Partei und der Gesellschaft von Tammany Hall an. Im Jahr 1846 waren deren Anführer mit der Arbeit des aus ihren eigenen Reihen kommenden New Yorker Bürgermeisters William Frederick Havemeyer unzufrieden. Daher stellten sie Mickle als ihren neuen Kandidaten für die Bürgermeisterwahl jenes Jahres auf. Dieser wurde dann auch in dieses Amt gewählt, das er für ein Jahr bis 1847 bekleidete. Auf eine weitere Kandidatur verzichtete er. Das Stadtgebiet von New York erstreckte sich bis 1898 im Wesentlichen auf den heutigen Stadtteil Manhattan.
Nach dem Ende seiner Zeit als Bürgermeister setzte Andrew Mickle seine frühere Tätigkeit im Tabakhandel fort. Seine Firma trug nun den Namen A. H. Mickle & Co. Er starb am 25. Januar 1863.